# 7353 Кадзуя
7353 Кадзуя (7353 Kazuya) — астероїд головного поясу, відкритий 6 січня 1995 року.
Тіссеранів параметр щодо Юпітера — 3,367.